# Бай Аньці
Бай Аньці (нар. 9 січня 1993) — китайська плавчиня. Учасниця Олімпійських Ігор 2012 року, де в попередніх запливах на дистанції 200 метрів на спині вона показала 19-й результат і не потрапила до півфіналів.